# Franceville
Franceville (korábban Masuku) Gabon negyedik legnagyobb városa az ország DK-i részén, Haut-Ogooué tartományban. A Mpassa folyó mellett fekszik, az N3-as autópálya és a gaboni vasúthálózat végén. Lakossága kb. 56 ezer fő volt 2010-ben. 
Kezdetben egy falu volt Masuku néven (ez az elnevezés még ma is használatos), amikor is Pierre Savorgnan de Brazza úgy döntött, hogy átnevezi Franchville-ről (ami magyarul "a felszabadított város"-t jelent) Masuku-ra. 1880-ban a később várossá vált települést átnevezték a jelenleg is használatos Franceville-re, de időnként még a Masuku név is használatos.
A környéken több vízesés található, melyek közül a legismertebb a Poubara, amelyen egy vízerőmű is működik. Főbb látnivaló még a Pont de lianes de Poubara nevű liánokból font híd egy folyó felett.

## Nevezetes személyek
- Omar Bongo (1935–2009): A Gaboni Köztársaság 2. elnöke itt van eltemetve
- Pascaline Bongo (1956–), Omar Bongo politikus lánya itt született
- Etienne Alain Djissikadié (1977–): focista

## Fordítás
- Ez a szócikk részben vagy egészben  a   Franceville című francia Wikipédia-szócikk fordításán alapul.  Az eredeti cikk szerkesztőit annak laptörténete sorolja fel. Ez a jelzés csupán a megfogalmazás eredetét és a szerzői jogokat jelzi, nem szolgál a cikkben szereplő információk forrásmegjelöléseként.

1. ↑  https://archive.wikiwix.com/cache/index2.php?url=http%3A%2F%2Fwww.mays-mouissi.com%2Fwp-content%2Fuploads%2F2016%2F07%2FRecensement-general-de-la-population-et-des-logements-de-2013-RGPL.pdf%2Findex.html#federation=archive.wikiwix.com&tab=url